# Miobothus
Miobothus è un genere estinto di pesci piatti appartenente alla famiglia Bothidae, vissuto durante il Miocene medio. Il genere è stato descritto  sulla base di fossili rinvenuti in Austria. L'unica specie nota è Miobothus weissi.

## Etimologia
Il nome generico Miobothus deriva dalla combinazione di "Mio-", in riferimento al Miocene, e Bothus, un genere attuale della famiglia Bothidae, con il significato di "Bothus miocenico". L’epiteto specifico weissi onora Kurt Weiss, collezionista privato da cui proviene parte del materiale tipo.

## Descrizione
Miobothus presenta minute ossa intermuscolari (myorhabdoi), carattere apomorfico dei Bothidae. L’uroiale ha forma di amo da pesca, con porzione sciaticamente allungata e curvata antero-dorsalmente. L’endoscheletro caudale mostra fusione degli ipurali 1 e 2 e degli ipurali 3 e 4.

## Distribuzione stratigrafica e classificazione
Il genere è stato descritto nel 1994 da Bruno Chanet e Ortwin Schultz sulla base di fossili provenienti dal Badeniano superiore (Miocene medio) da depositi della Formazione di Leitha nell’area di St. Margarethen, Burgenland, Austria.
L’olotipo (NHMWien 1988/140/23a e b) consiste in lastra e contro lastra di un esemplare quasi completo. Il materiale paratipo include 18 esemplari conservati al Museo di Storia Naturale di Vienna e ulteriori esemplari provenienti dalle collezioni private di Kurt Weiss (Vienna) e G. Wanzenböck (Gainfarn). Alcuni esemplari sono stati in passato attribuiti erroneamente alla specie Scophthalmus heckeli, attualmente considerata un nomen dubium. 
La presenza di myorhabdoi e di altre caratteristiche morfologiche colloca Miobothus con sicurezza nella famiglia Bothidae, e ciò implica che i primi rappresentanti di questa famiglia si siano separati dagli altri pleuronettiformi prima del Miocene medio.